# Даниелян, Норайр Эдуардович
Норайр Эдуардович Даниелян (1967—1993) — политический и военный деятель непризнанной Нагорно-Карабахской республики, участник Первой карабахской войны, депутат Верховного Совета НКР (1993).
Родился в 1967 году в селе Гюлятаг  Мардакертского района НКАО, Азербайджанской ССР (ныне в Агдеринском районе Азербайджана).
В 1990 году основал село Каджаван, превратив его в опорный пункт групп и отрядов армянской самообороны. В октябре 1990 года был арестован властями АзССР и осужден к лишению свободы на 10 лет.
В апреле 1992 года был обменян на группу пленных азербайджанцев, после чего продолжил участие в боевых действиях. Дважды был тяжело ранен, однако не покидал поле боя. Был назначен командиром Мартакертского оборонительного района.
В 1993 году окончил Арцахский государственный университет.
В 1993 был избран депутатом ВС НКР.
Был убит (застрелен) в 1993 году.

## Награды
- орден «Боевой Крест» (посмертно)